# JinJoo Lee
JinJoo Lee (sinh ngày 15 tháng 11 năm 1987) là một nhạc sĩ và tay chơi ghita người Mĩ gốc Hàn. Cô ấy được biết đến nhiều nhất là người chơi ghita cho các cho ban nhạc pop rock DNCE.

## Cuộc đời và sự nghiệp

### Tuổi trẻ
JinJoo Lee đã được sinh ra ở Incheon, Hàn quốc vào ngày 15 tháng 11 năm 1987. Lee tự học chơi đàn ghita lúc 12 tuổi, để tham gia vào ban nhạc của gia đình cô như là một tay chơi ghita. Năm 19 tuổi, cô ấy chuyển đến Los Angeles. Ở đó cô học tiếng anh và tham gia vào Học Viện Âm nhạc ở Hollywood. Cô ấy là em dâu của ca sĩ Sohyang.

### Sự nghiệp
JinJoo từng biễu diễn với JoJo, Jonas Brothers, Charli XCX, Jordin Sparks, và nhóm nhạc nữ Scarlet Fever trong năm 2010-11. Cô là một tay chơi ghita của nhóm DNCE (với Joe Jonas là ca sĩ chính) trong đợt ra mắt năm 2015.

#### DNCE
JinJoo đã gặp Joe Jonas vào năm 2009, khi du lịch với ban nhạc Jonas Brothers. Cô ấy là người phụ nữ duy nhất trong ban nhạc, và khi được hỏi về nó cô nói, "Nó là điều tuyệt nhất... bởi vì nó rất đơn giản. Những chàng trai rất đơn giản và dễ dàng. Tôi không biết, tôi yêu việc được làm việc chung với họ. Nó luôn như thế trong sự nghiệp của tôi. Tôi đã là thành viên nữ duy nhất trong nhóm trong suốt thời gian nên tôi đã quen với điều đó.Tôi thấy rất thoải mái, và họ rất hài hước và điên."